# 奥村優希 (女優)
奥村 優希（おくむら ゆうき、1995年1月6日 - ）は、日本の女優、タレント。本名は同じ、旧芸名は優希、早坂優希。岐阜県出身。所属なし。愛称は「うきちゃん」。

## 略歴
地元のダンススタジオに通っていた際、その先生の薦めでミュージカル『アニー』のオーディションに応募し、舞台デビュー。9歳の時であった。その後たむらプロに所属し「優希」の芸名で女優活動を行う傍ら、2011年6月19日から2013年4月6日まで、女性アイドルグループ『AppleTale』に参加し歌手活動を行った。
AppleTale活動休止後は専修大学法学部法律学科に通い、ミス専修2013にもエントリーされていたが、程なくして中退。2016年1月、AppleTaleで共働した白河優菜や前田美里が所属する「エヌウィード」に移籍し「早坂優希」に改名した。現在は「奥村優希」として青年座映画放送（劇団青年座）に所属している。

## 出演

### テレビ番組
- テストの花道（2011年 - 2013年、NHK Eテレ）
- あなたと温泉に行ったら… 箱根強羅温泉編（2020年、フジテレビONE・フジテレビTWO・フジテレビNEXT）

### テレビドラマ
- コスプレ幽霊 紅蓮女 第6・8・10話（2008年2月15日・2月29日・3月14日、テレビ東京） - 辺倉史代（少女時代）役
- 相棒 Season8 第11話（2010年、テレビ朝日） - 田島遥役
- ヤンキー君とメガネちゃん（2010年4月 - 6月、TBSテレビ） - 今西美穂 役
- 明日の光をつかめ 第8 - 10・12・17話（2010年7月14日 - 7月16日・7月20日・7月27日、東海テレビ） - 北山有里（少女時代）役
- 新春東京ツアー どえりゃあ婆ちゃん探偵団〜湯けむりパラダイスの怪事件（2011年1月4日、東海テレビ） - 本橋真利子 役
- 3年B組金八先生 ファイナル（2011年3月、TBS） - 上川未来 役
- アスコーマーチ〜明日香工業高校物語〜 第1話（2011年4月24日、テレビ朝日） - 上田夏美役
- 金曜プレステージ「所轄刑事8」（2013年1月18日、フジテレビ） - 夏目夕貴 役
- 天国の恋 第2・16話（2013年10月28日 - 12月27日、東海テレビ） - 美波 役
- 図書館戦争 ブック・オブ・メモリーズ（2015年10月5日、TBS）
- 月曜名作劇場「警視庁心理捜査官・明日香5」（2016年5月16日、TBS） - 山根加寿実 役
- 行列の女神〜らーめん才遊記〜 第3話、第5話（2020年5月4日・18日、テレビ東京） - HCS講師陣メンバー 役
- うつ病九段（2020年12月20日、NHK BSプレミアム）

### 映画
- 20世紀少年〈最終章〉 僕らの旗（2009年）
- ゾンビアス（2012年2月25日公開、日活）
- アリスインプロジェクト「ボクが修学旅行に行けなかった理由[8]」（2013年7月、監督：草野翔吾）
- マイティレディ ザ・シリーズ（2013年）

### 舞台
- 「アニー」（2004年4月24日 - 5月9日、青山劇場） - ケイト 役
- 「アニー クリスマスコンサート」（2004年） - ケイト 役
- 「めぐり姫萬国漫遊記」（2004年）
- 「マリー・アントワネット」（2007年4月 - 5月、帝国劇場） - マリー・テレーズ 役
- 「森は生きている」（2007年8月2日 - 5日、シアター1010） - 7月の精・森の精 役
- 「リトルツインズ」（2007年12月24日 - 25日、ヤクルトホール） - モモ 役
- アルマット「みゆき食堂」（2008年8月22日 - 24日、演劇制作体V-NETアトリエ） - 瞳 役
- アリスインプロジェクト「ダウト! 国立公安女子校[9]」（2012年10月25日 - 28日、銀座・博品館劇場） - アキヅキ 役
- WATERBEAR LLC「FAB FIVE THE MUSICAL[10]」（2013年11月28日 - 12月1日、六行会ホール） - 宮前にかほ 役
- 魔法先生ネギま！ 〜お子ちゃま先生は修行中！〜（2018年7月12日 - 16日、AiiA 2.5 Theater Tokyo） - 釘宮円 役[11]

### CM
- 「児童英検」（2005年）
- サトウ食品「サトウの鏡餅」（2005年）
- 「ヨドバシカメラ クリスマスセール篇」（2005年）
- 九州電力　BBIQ（2008年）
- 明治乳業「グルト!」（2010年）

### WEB雑誌
- 「デジタルカメラこども撮影術」MOURA　講談社

### DVD
- 絵本DVD「パンツもいいな」文部科学省選定作品